# Rosalina Neri
Rosalina Neri (Arcisate, 12 novembre 1927 – Milano, 5 giugno 2024) è stata un'attrice e cantante lirica italiana.

## Biografia
A causa della somiglianza, Rosalina Neri venne considerata la "Marilyn Monroe italiana". Cantante e attrice, iniziò la sua carriera artistica alla Rai in uno spettacolo di Marcello Marchesi e proseguì in teatro con una commedia musicale di Garinei e Giovannini, Tobia candida spia (1954), accanto a Renato Rascel.
Partecipò a vari spettacoli televisivi in Francia, Germania e negli USA come cantante. In particolare interpretò uno spettacolo musicale della televisione inglese, Rosalina Neri Show, che la ITV mandò in onda ogni settimana per due anni. Apparve anche in diverse trasmissioni della BBC.
Dotata di una buona voce da soprano, Rosalina Neri interpretò ruoli di protagonista in La bohème, Faust, Madama Butterfly, Thaïs, Manon Lescaut e in opere moderne come La zitella e il ladro di Menotti al Teatro Regio di Parma. Cantò anche al Teatro alla Scala e alla Piccola Scala, al Teatro Comunale di Bologna, al Teatro dell'Opera di Roma, al Teatro Massimo di Palermo e nei più importanti teatri lirici d'Italia.
Negli anni ottanta approdò con Strehler al Piccolo Teatro di Milano, per una lunga serie di rappresentazioni (a cominciare da La grande magia di Eduardo De Filippo).
Nel 1989 partecipò allo sceneggiato televisivo I promessi sposi di Salvatore Nocita, nel ruolo di Perpetua, e dal 1999 al 2004 fece parte del cast della sitcom Finalmente soli, con Gerry Scotti e Maria Amelia Monti.
Morì a Milano il 5 giugno del 2024, all'età di 96 anni; il funerale si tenne nella chiesa di San Marco.

## Filmografia

### Cinema
- I pinguini ci guardano, regia di Guido Leoni (1956)
- Due sosia in allegria, regia di Ignazio Ferronetti (1956)
- Vivendo, cantando che male ti fo?, regia di Marino Girolami (1957)
- Lazzarella, regia di Carlo Ludovico Bragaglia (1957)
- A Parigi in vacanza, regia di Georges Lacombe (1958)
- Valeria ragazza poco seria, regia di Guido Malatesta (1958)
- Carmela è una bambola, regia di Gianni Puccini (1958)
- Bocche cucite, regia di Pino Tosini (1968)
- Faccione, regia di Christian De Sica (1991)
- La casa del sorriso, regia di Marco Ferreri (1991)
- Portagli i miei saluti, regia di Giovanni Salviati (1993)
- Tre uomini e una gamba, regia di Aldo, Giovanni e Giacomo e Massimo Venier (1997)
- I volontari, regia di Domenico Costanzo (1998)
- Tutti gli uomini del deficiente, regia di Paolo Costella (1999)
- Il volto di un'altra, regia di Pappi Corsicato (2012)
- Ci vuole un gran fisico, regia di Sophie Chiarello (2013)
- I predatori, regia di Pietro Castellitto (2020)

### Televisione
- La valle dei pioppi (La vallée des peupliers) – soap opera TV (1986)
- I promessi sposi, regia di Salvatore Nocita – miniserie TV (1989)
- Il conto Montecristo, regia di Ugo Gregoretti – miniserie TV (1997)
- Anni '50, regia di Carlo Vanzina – miniserie TV, episodio 4 (1998)
- Finalmente soli – serie TV (1999-2004)
- Finalmente Natale, regia di Rossella Izzo – film TV (2007)
- Finalmente a casa, regia di Gianfranco Lazotti – film TV (2008)
- Finalmente una favola, regia di Gianfranco Lazotti – film TV (2008)

## Teatro
- Adalgisa di Carlo Emilio Gadda, regia di Umberto Simonetta, prima al Teatro Gerolamo
- La grande magia, commedia di Eduardo De Filippo, regia di Giorgio Strehler
- Grande e piccolo di Boto Strass, regia di Carlo Battistoni, Piccolo Teatro di Milano
- Finale di partita di Samuel Beckett, regia di Giuseppe Di Leva
- Ubu Re di Alfred Jarry, regia di Massimo Navone, Teatro di Porta Romana
- Il delitto di Dacia Maraini, regia di G. Zampieri, Piccolo Teatro di Milano
- Una visita inopportuna di Copì, regia di Cherif
- La sposa Francesca, regia di U. Puggelli, Piccolo Teatro di Milano
- Campiello di Carlo Goldoni, regia di Giorgio Strehler, Piccolo Teatro di Milano
- Promessi sposi alla prova di Giovanni Testori,	regia di Andrèe Ruth Shammah, Teatro Franco Parenti, Milano
- L'opera da tre soldi di Bertold Brecht, regia di Pietro Carriglio, Teatro Biondo di Palermo.

### Prosa teatrale
- La grande magia di Eduardo De Filippo, con Gerardo Amato, Eleonora Brigliadori, Sante Calogero, Mimmo Craig, Gianfranco Mauri,Vincenzo Crocitti, Renato De Carmine, Franco Parenti, regia di Giorgio Strehler, prima al Piccolo Teatro di Milano, il 3 maggio 1985.
- Il campiello di Carlo Goldoni, con Giancarlo Dettori, Valentina Fortunato, Giulia Lazzarini, regia di Giorgio Strehler, prima al Piccolo Teatro di Milano il 6 febbraio 1993.
- L'anima buona di Sezuan di Bertold Brecht, con Ettore Conti, Mimmo Craig, Renato De Carmine, Mario Maranzana, Enzo Tarascio, Mattia Sbragia, Gianfranco Mauri, regia di Giorgio Strehler, prima al Teatro Studio di Milano il 26 marzo 1996.
- Donna Rosita nubile di Federico García Lorca, con Gian Carlo Dettori, Giulia Lazzarini, Franca Nuti, Andrea Jonasson, Rosalina Neri e altri, regia di Lluís Pasqual (2010)

## Discografia

### EP
- 1957 – 4 peccati d'amore (Carisch, LCA 29005)